# Antillormenis barbadensis
Antillormenis barbadensis är en insektsart som först beskrevs av Ronald Gordon Fennah 1941.  Antillormenis barbadensis ingår i släktet Antillormenis och familjen Flatidae. Inga underarter finns listade i Catalogue of Life.